# Reformado solar
El reformado solar es la conversión impulsada por energía solar de residuos de carbono, incluidos residuos sólidos, líquidos y gaseosos como la biomasa, los plásticos, los subproductos industriales y el dióxido de carbono atmosférico, en combustibles sostenibles, vectores energéticos y productos químicos de valor agregado.Utiliza un conjunto de tecnologías y procesos que operan en condiciones ambientales y acuosas, aprovechando el espectro solar para generar su máximo potencial energético.Ofrece una solución atractiva para abordar los retos actuales del calentamiento global y la contaminación ambiental, promoviendo una cadena de suministro con modelo de economía circular sustentada por el reciclaje, la generación de combustibles y productos químicos, ambos limpios, además de la reducción consiguiente de las emisiones de efecto invernadero, que se encuentra alineada con los Objetivos de Desarrollo Sostenible de las Naciones Unidas.  

## Evolución
El primer reformado solar, actualmente denominado reformado mediante fotocatálisis, que constituye una subsección del reformado solar de sustratos derivados de residuos implicaba el uso de un semiconductor fotocatálitico de TiO2, por lo regular cargado con un cocatalizador de producción de hidrógeno como el platino (PT) (véase la sección Definición y clasificaciones).  
En la década de 1980, Kawai y Sakata del Instituto de Ciencia Molecular de Okazaki, Japón  informaron que los elementos orgánicos derivados de diferentes materias residuales sólidas podrían donar electrones para impulsar la producción de hidrógeno en estado gaseoso sobre compuestos fotocatáliticos de TiO2.
En 2017, Wakerley, Kuehnel y Reisner de la Universidad de Cambridge, Reino Unido, demostraron la producción fotocatalítica de hidrógeno utilizando sustratos de biomasa lignocelulósica cruda en presencia de puntos cuánticos CdS|CdOx  sensibles a la espectro visible bajo condiciones alcalinas. Posteriormente, Kasap, Uekert y Reisner emplearon compuestos fotocatalíticos menos tóxicos, basados en carbono y con capacidad de absorber la luz visible, además de sistemas de óxido de grafito, para el tratamiento mediante fotocatálisis de biomasa, generación de hidrógeno y de compuestos orgánicos. Durante este periodo, se crearon otros sistemas compuestos de fotocatalizadores a base de óxidos de grafeno, MXenos, polímeros de coordinación y calcogenuros metálicos, así como variaciones del nitruro de carbono.
Los procesos fotocatalíticos ofrecen aplicaciones íntegras y simples; sin embargo, presentan diversas limitaciones significativas que dificultan su aplicación comercial (véase la sección Categorización y configuraciones). 
En 2020, Jiao y Xie demostraron que era posible convertir, mediante fotocatálisis, plásticos de adición, como el polietileno y el polipropileno en combustibles de alta densidad energética a C2 utilizando un catalizador de Nb2O5 bajo condiciones naturales.
A partir de 2021, Bhattacharjee y Reisner, también de la Universidad de Cambridge, introdujeron nuevos sistemas y tecnologías de celdas fotoelectroquímicas (PEC) impulsadas por luz solar que no requerían polarización externa ni entrada de voltaje. Estas celdas fotoelectroquímicas permiten el reformado de diversos flujos de residuos pretratados, como la lignocelulosa y plásticos PET, para crear productos químicos selectivos de valor agregado y generar hidrógeno verde simultáneamente, logrando índices de producción por unidad de área 100 a 10 000 veces superiores a los de los procesos fotocatalíticos convencionales (véase la sección Categorización y configuraciones).
Al año siguiente, 2022, Choi y Ryu demostraron un proceso de reformado mediante celdas fotoelectroquímicas basadas en polioxometalato, logrando la conversión de biomasa y la producción hidrógeno sin asistencia.
Una de las principales limitaciones del reformado solar radica en las severas condiciones alcalinas convencionales del pretratamiento (pH >13 y altas temperaturas) de sustratos poliméricos como la policondensación, la cual representa más del 80 % de los costos de operación. La solución a este problema llegó en 2023 con la introducción de una nueva vía de reformado quimioenzimático desarrollada por Bhattacharjee, Guo, Reisner y Hollfelder, la cual empleaba un pH casi neutro y temperaturas moderadas para el pretratamiento de plásticos y nano plásticos. Ese mismo año, Bhattacharjee, Rahaman y Reisner ampliaron la plataforma de las PEC a un rector solar capaz de reducir el gas de efecto invernadero CO2 a diferentes vectores energéticos, como CO, gas de síntesis o formiato, dependiendo del tipo de catalizador integrado, además de convertir plásticos PET desechados en ácido glicólico. Por otra parte, Pan y Chu presentaron una PEC diseñada para la producción de formiato renovable a partir de luz solar, CO2 y azúcares derivados de biomasa.
Esto incrementó el interés en la captura directa y la conversión de CO2 en productos a partir de gases de combustión y captura directa de aire, utilizando un proceso de reformado mediante celdas fotoelectroquímicas con conversión simultánea de plásticos.
Los avances recientes han permitido que el reformado solar y el tratamiento electrocatalítico impulsado por energía renovable, en el cual la electricidad de fuentes renovables dirige los procesos redox, se consoliden gradualmente como un área activa de investigación (véase la sección "Categorización y configuraciones").

## Concepto y consideraciones

### Definición y clasificaciones
El reformado solar consiste en la transformación impulsada por la luz solar de sustratos residuales en productos valiosos, como combustibles y productos químicos sostenibles. Este concepto fue definido y formalizado por los científicos Subhajit Bhattacharjee, Stuart Linley y Erwin Reisner en su artículo del 2024 Nature Reviews Chemistry, donde presentaron los conceptos, clasificaciones, situaciones y métricas de este campo. Estos sistemas suelen operar sin la necesidad de calor ni de presión externa, lo que les otorga una ventaja termodinámica en comparación con los métodos tradicionales de reducción de combustible con hidrógeno verde o CO2 tales como la descomposición del agua o del CO2, respectivamente. El reformado solar se clasifica en dos categorías dependiendo de su uso del espectro solar: "reformado catalítico solar" y "reformado térmico solar". El primero se refiere a los procesos de transformación impulsados principalmente por luz ultravioleta (UV) o visible. Dentro de esta categoría se encuentra el subconjunto de "foto reformado" que abarca la utilización de fotones de alta energía en la región UV o UV cercano del espectro solar, generalmente mediante fotocatalizadores semiconductores como el TiO2. Por su parte, el reformado térmico solar aprovecha la región infrarroja (IR) para reciclar los residuos que generan productos de alto valor económico. Un aspecto clave del reformado solar es la generación de valor, lo cual implica que el valor total obtenido a través de la formación del producto debe superar el valor perdido en la transformación del sustrato. En cuanto a las arquitecturas de despliegue, el reformado catalítico solar se puede clasificar en: reformado fotocatalítico (reformado PC), reformado fotoelectroquímico (reformado PEC) y reformado fotovoltaico-electroquímico (reformado PV-EC).

### Ventajas sobre los procesos convencionales de reciclaje y gestión de residuos
El reformado solar presenta múltiples ventajas en comparación con los métodos convencionales de gestión de residuos y de producción de combustibles o productos químicos. Este enfoque constituye una alternativa de baja intensidad energética y de emisiones de carbono frente a métodos como la pirólisis y la gasificación, los cuales requieren un alto consumo energético. Asimismo, el reformado solar ofrece beneficios adicionales frente a los métodos tradicionales de producción de hidrógeno verde, como la descomposición del agua (H2O → H2 + 12O2, ΔG° = 237 kJ mol−1), también ofrece una ventaja termodinámica sobre la división del agua, ya que evita la semirreacción de oxidación del agua, la cual es tanto energéticamente como cinéticamente demandante. (E0 = +1.23 V comparado con el electrodo de hidrógeno reversible (RHE)) mediante la oxidación energéticamente neutra de compuestos orgánicos (CxHyOz + (2x−z)H2O → (2x−z+y/2)H2 + xCO2; ΔG° ~0 kJ mol−1). Esto resulta en un mejor rendimiento, reflejado en tasas de producción más altas. Además, esta ventaja se extiende a otros procesos similares que dependen de la oxidación del agua como reacción contraria, tales como la división del CO2, de la misma manera, las corrientes concentradas de hidrógeno generadas mediante el reformado solar son más seguras que las mezclas explosivas de oxígeno e hidrógeno producidas por la división tradicional del agua, las cuales, de otro modo, implicarían costos adicionales para su separación La ventaja económica de obtener dos productos valiosos diferentes (por ejemplo, combustibles reductores gaseosos y productos químicos oxidantes líquidos) posiciona al reformado solar como una opción viable para aplicaciones comerciales.

### Métricas del reformado solar
El reformado solar abarca una variedad de procesos y configuraciones tecnológicas, por lo que las métricas de rendimiento adecuadas son esenciales para evaluar su viabilidad comercial. En la fotosíntesis artificial, la métrica más común es la eficiencia de conversión de energía solar a combustible (ηSTF) como se muestra a continuación, donde "r" es la tasa de formación del producto, "ΔG" es el cambio de energía libre de Gibbs durante el proceso, "A" es el área de irradiación de luz solar y "P" es el flujo total de intensidad de luz. El ηSTF puede adoptarse como una métrica para el reformado solar, con ciertas consideraciones. 
Dado que los valores de ΔG para el reformado solar son muy bajos (ΔG ~0 kJ mol‒1), esto hace que el ηSTF por definición, se acerque a cero, a pesar de las altas tasas de producción y de los rendimientos cuánticos. Sin embargo, sustituir el ΔG para la formación del producto (durante el reformado solar) por el valor correspondiente a la utilización del producto (|ΔGuse|; como en la combustión del combustible de hidrógeno generado) podría ofrecer una mejor representación de la eficiencia del proceso.
{\displaystyle \eta _{\mathrm {STF} }={\frac {\mathrm {r} _{\mathrm {SR} }\left(\mathrm {mol} \cdot \mathrm {s} ^{-1}\right)\times \Delta \mathrm {G} _{\mathrm {SR} }\left(\mathrm {J} \cdot \mathrm {mol} ^{-1}\right)}{\mathrm {P} _{\text{total }}\left(\mathrm {W} \cdot \mathrm {m} ^{-2}\right)\times \mathrm {A} \left(\mathrm {m} ^{2}\right)}}}
Dado que el reformado solar depende en gran medida del recolector de luz y de su área de recolección de fotones, una métrica más relevante desde el punto de vista tecnológico es la tasa de producción por (rareal), donde "n" son los moles del producto formado, "A" es el área de irradiación de la luz solar y "t" es el tiempo.
{\displaystyle \mathrm {r} _{\text{areal}}={\frac {\mathrm {n} _{\text{product}}(\mathrm {mol} )}{\mathrm {A} \left(\mathrm {m} ^{2}\right)\times \mathrm {t} (\mathrm {h} )}}}
Aunque rareal es una métrica consistente para el reformado solar, omite algunos parámetros claves como la clase de desperdicio utilizado, los costos de pretratamiento, el valor del producto, el escalado, otros costos del proceso y la separación, así como variables de exhibición, entre otros. Sin embargo, existe una métrica más adaptable y robusta llamada tasa de conversión solar a valor (rSTV), que incorpora estos factores y proporciona una visión más práctica y general desde un punto de vista económico o comercial. A continuación, se muestra una ecuación simplificada para rSTV, en la que Ci y Ck representan los costos del producto "i" y del sustrato "k", respectivamente. Cp es el costo del pretratamiento del desperdicio de sustrato "k" y ni y nk son las cantidades (en moles) del producto "i" formado y del sustrato "k" consumido durante el reformado solar respectivamente. Observe que la métrica puede adaptarse y expandirse para incluir otros parámetros tanto de relevancia como aplicables.
{\displaystyle r_{\mathrm {STV} }={\frac {{\textstyle \sum _{i=1}^{M}\displaystyle C_{i}(\$mol^{-1})\times n_{i}(mol)}-{\textstyle \sum _{k=1}^{N}\displaystyle {\bigl (}C_{k}+C_{p}{\bigr )}(\$mol^{-1})\times n_{k}(mol)}}{A(m^{2})\times t(h)}}{}}

### Categorización y configuraciones
El reformado solar depende de las propiedades del absorbente de luz y los catalizadores involucrados, así como de su selección, proyección e integración para generar el valor máximo. El diseño y exhibición de las tecnologías de reformado solar determinan la eficiencia, la escala y los sustratos/productos meta. Con base en esto, el reformado solar (específicamente el reformado solar catalítico) puede clasificarse en tres arquitecturas:
- Reformado fotocatalítico: El reformado fotocatalítico es un proceso que ocurre en una sola etapa y que involucra una suspensión fotocatalítica (o fotocatalizadores inmovilizados en láminas[34][35][36] o materiales flotantes[37] para una rápida recuperación), que, bajo irradiación solar, genera portadores de carga (pares electrón-hueco[38]) para catalizar las reacciones de óxido-reducción (los sistemas de tratamiento mediante fotocatálisis con base en radiación UV o casi UV generalmente se incluyen en el reformado fotocatalítico). A pesar de su bajo costo y simplicidad, el reformado fotocatalítico presenta desventajas significativas en este acercamiento como una baja tasa de formación de producto, una escasa selectividad de productos de oxidación o sobreoxidación que liberan CO2, lo que compromete la optimización del proceso (o catálisis) y afecta las condiciones de pretratamiento.[39]
- Reformado fotoelectroquímico: El reformado fotoelectroquímico involucra el uso de sistemas o montajes de reformado fotoelectroquímico que generalmente consisten en (foto)electrodos conectados mediante cables y sumergidos en una solución (electrolitos).[40] Un fotoelectrodo consta de un absorbente de luz, un transportador de carga adicional y capas catalizadoras que facilitan el proceso de óxido-reducción. Mientras que los sistemas convencionales fotoelectroquímicos usualmente requieren de un sesgo o una entrada de voltaje adicional a la energía obtenida de la irradiación de luz incidente.[27] El reformado fotoelectroquímico idealmente opera con un solo absorbente de luz sin sesgo o voltaje externo (el cual es alimentado en su totalidad por la luz del sol). El reformado mediante celdas fotoelectroquímicas por sí solo puede producir combustibles limpios y químicos valiosos con una alta selectividad y alcanzar tasas de producción de 2 a 4 órdenes de magnitud superiores a las de un proceso fotocatalítico convencional.[41] La separación espacial entre las reacciones de óxido-reducción proporcionada por los sistemas fotoelectroquímicos permite flexibilidad en la proyección e integración de los absorbentes de luz y catalizadores, así como una mejor separación del producto.[42] Además, estos sistemas pueden aprovechar mejor el espectro solar, como el uso de energía termosolar de concentración o módulos termoeléctricos para recolectar calor, mejorando así la cinética química y su rendimiento.[43] La versatilidad y el alto rendimiento de estos nuevos ajustes del reformado fotoelectroquímico tienen, por lo tanto, un amplio margen para su explotación e investigación adicional.
- El reformado mediante células fotoelectroquímicas y una extensión hacia los sistemas de "tratamiento electrocatalítico impulsado por energía renovable": El reformado fotoelectroquímico se refiere al uso de electricidad generada por paneles fotovoltaicos (y, por lo tanto, alimentados por luz solar) para trasladar las reacciones electroquímicas (electrólisis) hacia el reformado de desechos.[44] El concepto del reformado fotoelectroquímico puede extenderse aún más hacia el "tratamiento electrocatalítico impulsado por energía renovable", en el que se utiliza energía renovable de fuentes externas al sol (como eólica, hidráulica, nuclear, entre otras) para activar las reacciones electroquímicas y producir combustibles valiosos y la producción de químicos a partir de los desechos de materias primas. Aunque la mayoría de los electrolizadores,[45] incluyendo los comerciales, se enfoquen en la descomposición del agua para producir hidrógeno, han surgido nuevos sistemas electroquímicos, catalizadores y conceptos que exploran el uso de residuos de sustratos como materias primas sostenibles.[46][47][48][49][50][51]

## Introducción a la eficiencia fotónica
Es la utilización máxima de todos los fotones incidentes para maximizar la formación de productos y para la creación de valor, según la definición de Bhattacharjee, Linley y Reisner. El proceso para el reformado solar es aquel donde el absorbente de rayos UV asimila los fotones de espectro visible con el máximo rendimiento cuántico que genera una alta concentración de portador de carga para impulsar las semirreacciones redox a la máxima velocidad. Por otro lado, los fotones IR de baja energía residuales no absorbidos pueden utilizarse para impulsar la reacción cinética, el pretratamiento de los residuos u otros métodos de creación de valor, por ejemplo, la desalinización, entre otros. Por lo tanto, se fomenta una adecuada gestión de la luz y el calor mediante varios medios (como el uso de concentradores solares, módulos termoeléctricos, etc.), para tener un enfoque de economía atómica y fotónica para extraer el máximo valor en los procesos del reformado solar.

## Recepción y medios de comunicación
En los últimos años, los avances tecnológicos en el reformado solar atrajeron la atención de varias partes interesadas, como los estudios realizados por científicos de Cambridge de la biomasa lignocelulósica cruda o plásticos poliestéricos pretratados para producir hidrógeno y compuestos orgánicos. Estos avances tecnológicos que conducen al desarrollo de reactores de alto rendimiento alimentados con energía solar (reformado mediante celdas fotoelectroquímicas) para el reciclado simultáneo del gas de efecto invernadero, CO2  y residuos de plásticos en productos sostenibles, recibieron un gran reconocimiento y fueron destacados en varios medios de comunicación nacionales e internacionales. Los procesos del reformado solar desarrollados principalmente en Cambridge también fueron seleccionados como "Una de las once mejores ideas de las universidades británicas que podrían cambiar al mundo", de acuerdo con el Sunday Times (edición de abril de 2020). Asimismo, aparecieron en el discurso del primer ministro de Inglaterra sobre Net Zero, "O los investigadores de Cambridge que fueron pioneros en una nueva forma de convertir luz solar en combustible", lo que indica que el reformado solar era un subconjunto importante en las investigaciones más amplias de Cambridge.

## Perspectivas y alcance a futuro
Actualmente, el reformado solar se encuentra en la fase de desarrollo y el despliegue escalable de una tecnología específica (reformado solar, PEC o PV-CE) dependería de una serie de diversos factores. Estos factores incluyen la ubicación del despliegue y la variabilidad/intermitencia de la luz solar, las características del flujo de residuos elegidos, los métodos viables del pretratamiento, la naturaleza de los catalizadores y su vida útil, los requisitos de almacenamiento de combustibles/productos químicos, el uso del suelo frente a las cuencas abiertas de agua, los costos de capital y operativos, los índices de producción de valor a partir de la energía solar, y las políticas e incentivos gubernamentales, y demás. El reformado solar puede no estar limitado a las rutas químicas convencionales establecidas, también puede incluir otros procesos industriales relevantes, como transformaciones orgánicas impulsadas por la luz solar, fotoquímica en flujo, integración con la electrólisis industrial, etc. Los productos del reformado solar convencional tales como el hidrógeno verde u otros productos químicos básicos tienen una amplia cadena de valor. De esta manera, se entiende que las tecnologías sostenibles de producción de combustibles/productos químicos del futuro se basarán en la biomasa, los plásticos y el CO2 como materias primas claves de carbono para reemplazar a los combustibles fósiles. Por lo tanto, al ser la luz solar la fuente de energía más abundante y barata, se posiciona en un buen lugar para impulsarla a la mitigación del cambio climático y facilitar la transición de una economía lineal a una economía circular en las próximas décadas.